# Bulgaria ai Giochi della XVIII Olimpiade
La Bulgaria partecipò ai Giochi della XVIII Olimpiade, svoltisi a Tokyo dal 10 al 24 ottobre 1964, con una delegazione di 63 atleti impegnati in 9 discipline per un totale di 63 competizioni. Portabandiera alla cerimonia di apertura fu  Enyu Valchev, alla sua seconda Olimpiade, già medaglia di bronzo a Roma 1960 nella lotta libera.
Il bottino della squadra, alla sua ottava partecipazione ai Giochi estivi, fu di dieci medaglie: tre d'oro, cinque d'argento e due di bronzo, che le valsero l'undicesimo posto nel medagliere complessivo. Tutte e tre le medaglie d'oro vennero dalla lotta.

## Medagliere

### Per discipline
| Sport              | Oro | Argento | Bronzo | Totale |
| ------------------ | --- | ------- | ------ | ------ |
| Lotta libera       | 2   | 2       | 1      | 0      |
| Lotta greco-romana | 1   | 2       | 0      | 0      |
| Tiro               | 0   | 1       | 0      | 0      |
| Pugilato           | 0   | 0       | 1      | 0      |
| Totale             | 3   | 5       | 2      | 0      |

### Medaglie
| Medaglia | Atleta             | Sport              | Evento                          |
| -------- | ------------------ | ------------------ | ------------------------------- |
| Oro      | Boyan Radev        | Lotta greco-romana | Pesi medio-massimi              |
| Oro      | Enyu Valchev       | Lotta libera       | Pesi leggeri                    |
| Oro      | Prodan Gardzhev    | Lotta libera       | Pesi medi                       |
| Argento  | Angel Kerezov      | Lotta greco-romana | Pesi mosca                      |
| Argento  | Kiril Petkov       | Lotta greco-romana | Pesi welter                     |
| Argento  | Stancho Ivanov     | Lotta libera       | Pesi piuma                      |
| Argento  | Lyutvi Akhmedov    | Lotta libera       | Pesi massimi                    |
| Argento  | Velichko Velichkov | Tiro               | Carabina 50 metri tre posizioni |
| Bronzo   | Said Mustafov      | Lotta libera       | Pesi medio-massimi              |
| Bronzo   | Aleksandăr Nikolov | Pugilato           | Pesi mediomassimi               |